# Brian Berdan
Brian Berdan (* vor 1994) ist ein US-amerikanischer Filmeditor.
Brina Berdan kam Anfang der 1980er Jahre zum Filmgeschäft. Er arbeitet als Editor wie auch als Schnitt-Assistent für Film- und Fernsehen. Natural Born Killers aus dem Jahr 1994 war seine erste Produktion als eigenständiger Filmeditor. Seitdem war er bei über 20 weiteren Projekten für den Filmschnitt verantwortlich.

## Filmografie (Auswahl)
- 1994: Natural Born Killers
- 1995: Amanda und der Außerirdische (Amanda & the Alien, Fernsehfilm)
- 1995: The Sadness of Sex
- 1995: Nixon
- 1997: Ein Mann – ein Mord (Grosse Pointe Blank)
- 1998: Smoke Signals
- 1998: Breaking Out (Around the Fire)
- 1999: The Book of Stars
- 1999: Das dreizehnte Jahr (The Thirteenth Year, Fernsehfilm)
- 2000: Unter falschem Namen (Auggie Rose)
- 2001: Bloody Numbers – Alles auf eine Karte (Finder’s Fee)
- 2002: Die Mothman Prophezeiungen (The Mothman Prophecies)
- 2004: Hawaii Crime Story (The Big Bounce)
- 2005: The Cave
- 2006: Crank
- 2006: Outsourced – Auf Umwegen zum Glück (Outsourced)
- 2007: Cleaner
- 2009: Zwölf Runden (12 Rounds)
- 2011: Love
- 2011: 5 Days of War
- 2012: Ghost Rider: Spirit of Vengeance
- 2014: The Signal
- 2014: Rosemary’s Baby (Miniserie, 2 Episoden)
- 2016: The Boy
- 2017: Song to Song
- 2017: Twin Peaks (Fernsehserie, 18 Folgen)
- 2019: Crypto – Angst ist die härteste Währung (Crypto)
- 2020: Underwater – Es ist erwacht (Underwater)
- 2020: Brahms: The Boy II
- 2021: Separation
- 2021: JFK Revisited – Die Wahrheit über den Mord an John F. Kennedy (JFK Revisited: Through the Looking Glass, Dokumentarfilm)
- 2022: Nuclear (Nuclear Now, Dokumentarfilm)
- 2023: Consecration